# قصه (فیلم)
قصه (به هندی: Qissa) فیلمی محصول سال ۲۰۱۵ و به کارگردانی آنوپ سینگ است. در این فیلم بازیگرانی همچون عرفان خان، تیلوتوما شوم، تیسکا چوپرا و فائزه جلالی ایفای نقش کرده‌اند.